# Simone Renant
Simone Renant (19 de marzo de 1911 - 29 de marzo de 2004) fue una actriz teatral, cinematográfica y televisiva francesa. 
Su verdadero nombre era Georgette Simone Alexine Buigny, y nació en Amiens, Francia.
Actuó en 43 filmes entre 1934 y 1983. En 1960 fue miembro del jurado del Festival de Cannes.
Simone Renant falleció en la comuna parisina de Garches, Francia, en 2004, a causa de una enfermedad de Alzheimer. Fue enterrada en el Cementerio de la Genétrière, en Marly-le-Roi, Francia.

## Selección de su filmografía
- Voyage sans espoir (1943)
- La tentation de Barbizon (1946)
- Quai des Orfèvres (1947)
- Les liaisons dangereuses (1959)
- L'homme de Rio (1964)